# 加藤馨
加藤 馨（かとう かおる、1917年5月5日 - 2016年3月19日）は、日本の実業家。ケーズデンキの前身・加藤電機商会の創業者。

## 概要
- 神奈川県津久井郡千木良村（現相模原市緑区千木良）の農家に生まれる[1][2]。高等小学校在学中に父が死去したため、大日本帝国陸軍に入り、陸軍航空士官学校を経て、陸軍航空通信学校で教官を務めた。日本の降伏後公職追放され仕事が見つからなかったため、1947年にラジオの修理などを行う加藤電機商会を茨城県水戸市元台町で創業を開始。1955年有限会社加藤電機商会として法人化し、1973年には株式会社カトーデンキに改組した。1980年カトーデンキ販売株式会社（現株式会社ケーズホールディングス）設立[3][1]。1982年長男の加藤修一が後任の代表取締役社長とし、自身は代表取締役会長に就任する[4][5]。1995年名誉会長に退いた。2016年老衰のため死去。享年98[3]。
- 2023年3月に自身を評伝にした「正しく生きる ケーズデンキ創業者 加藤馨の生涯」（立石泰則著、岩波書店）を出版[6]。